# Ptycholobium plicatum
Ptycholobium plicatum är en ärtväxtart som först beskrevs av Daniel Oliver, och fick sitt nu gällande namn av Hermann August Theodor Harms. Ptycholobium plicatum ingår i släktet Ptycholobium och familjen ärtväxter.

## Underarter
Arten delas in i följande underarter:
- P. p. arabicum
- P. p. plicatum